# 达斯陨石坑
达斯陨石坑（Das）是位于月球背面南半部一座年轻的小撞击坑，约形成于11亿年前的哥白尼纪，其名称取自印度天文学家阿尼尔·库马尔·达斯（Anil Kumar Das，1902年-1961年），1970年被国际天文学联合会批准接受。

## 描述

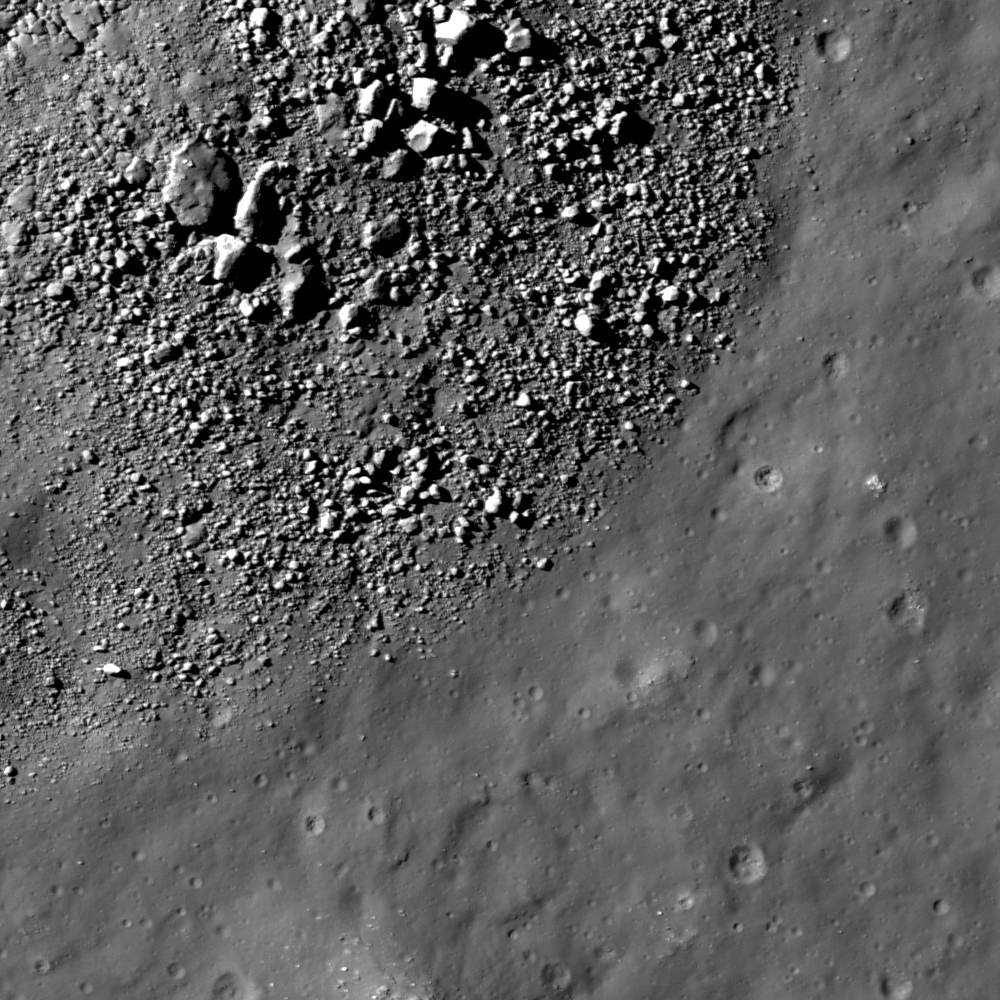
达斯陨石坑的坑底，月球勘测轨道飞行器拍摄。

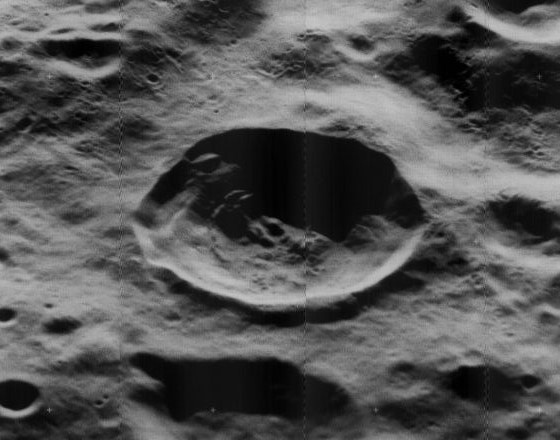
月球轨道器5号拍摄的斜视图

该陨坑西北靠近村上陨石坑、东北面和东北偏东分别毗邻斯特龙根环形山和冯·德帕伦环形山，巨大的的切比雪夫环形山位于它的东南、而西南侧则横亘了不规则马略特环形山。该陨坑中心月面坐标为26°29′S 137°03′W / 26.49°S 137.05°W，直径35.95公里，深度约2.123公里。
达斯陨石坑外观大体圆形，西侧和西北稍显外凸，峻峭的坑壁未受到任何撞击侵蚀，沿陡峭的内壁坡底显示有一圈坍塌形成的阶地状凸崖。该陨坑坑壁最大高出周边地形990米，内部容积约933.77立方公里。坑内地表崎岖粗糙，环内壁分布有一圈山脊和山丘；坑底表面覆盖有一些陨坑形成时的残留物(见左上图)。坑底中心可见到一微弱的射纹系统，其较高反照率的溅射物连绵距离达到二倍直径远的地方，然后形成四向散射的纤细射纹束，特别是西北方，这些射纹系统可能与东南偏南方另一座射纹系统相重叠。

## 卫星陨石坑
按惯例，最靠近达斯陨石坑的卫星坑将在月图上以字母标注在它的中心点旁边.

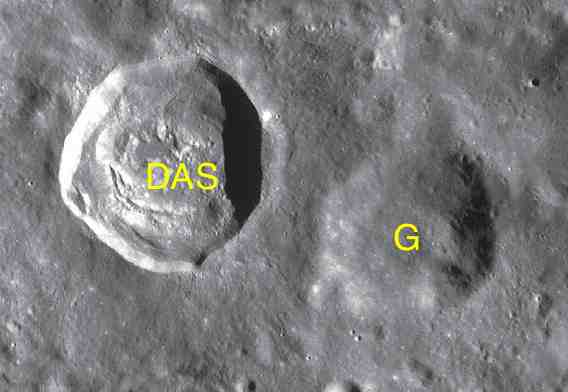
LAC-106 区域图

| 达斯 | 纬度     | 经度      | 直径      |
| ---- | -------- | --------- | --------- |
| G    | 26.85° S | 135.50° W | 29.80公里 |

## 另请参阅
- Andersson, L. E.; Whitaker, E. A. . NASA RP-1097. 1982.
- Blue, Jennifer. . USGS. July 25, 2007  [2007-08-05]. （原始内容存档于2018-12-25）.
- Bussey, B.; Spudis, P. . New York: Cambridge University Press. 2004. ISBN 978-0-521-81528-4.
- Cocks, Elijah E.; Cocks, Josiah C. . Tudor Publishers. 1995. ISBN 978-0-936389-27-1.
- McDowell, Jonathan. . Jonathan's Space Report. July 15, 2007  [2007-10-24]. （原始内容存档于2018-12-25）.
- Menzel, D. H.; Minnaert, M.; Levin, B.; Dollfus, A.; Bell, B. . Space Science Reviews. 1971, 12 (2): 136–186. Bibcode:1971SSRv...12..136M. doi:10.1007/BF00171763.
- Moore, Patrick. . Sterling Publishing Co. 2001. ISBN 978-0-304-35469-6.
- Price, Fred W. . Cambridge University Press. 1988. ISBN 978-0-521-33500-3.
- Rükl, Antonín. . Kalmbach Books. 1990. ISBN 978-0-913135-17-4.
- Webb, Rev. T. W.  6th revised. Dover. 1962. ISBN 978-0-486-20917-3.
- Whitaker, Ewen A. . Cambridge University Press. 1999. ISBN 978-0-521-62248-6.
- Wlasuk, Peter T. . Springer. 2000. ISBN 978-1-85233-193-1.